# Hysterangiales
Hysterangiales K. Hosaka & Castellano – rząd grzybów należący do klasy pieczarniaków (Agaricomycetes).

## Charakterystyka
Przedstawiciele występują na wszystkich kontynentach poza Antarktydą. Są to przeważnie grzyby podziemne lub półpodziemne, ektomykoryzowe, ale niektóre taksony w rodzinie Phallogastraceae to grzyby naziemne i niemykoryzowe. Hysterangiales posiadają szereg nietypowych szczegółów morfologii, takich jak bazydiokarpy z proszkową masą zarodników i często ze sterylnym rdzeniem (w rodzinie Mesophelliaceae), galaretowatą lub chrząstkową glebę z półprzezroczystą kolumellą u Gallaceaceae i Hysterangiaceae, lub wiele zarodników otoczonych łagiewką (u Mesophelliaceae i Hysterangiaceae). Podobnie jak wiele grzybów podziemnych, Hysterangiales często mają wyraźny zapach, który przyciąga małe zwierzęta, które odżywiając się ich owocnikami, przy okazji rozsiewają zarodniki.

## Systematyka
Rząd ten do taksonomii grzybów wprowadzili K. Hosaka & Castellano w 2007 r. Według aktualizowanej klasyfikacji CABI databases bazującej na Dictionary of the Fungi należą do niego rodziny:
- Gallaceaceae Locq. 1974
- Hysterangiaceae E. Fisch. 1899 – podkorzeniakowate
- Mesophelliaceae Jülich 1982
- Phallogastraceae Locq. 1974
- Trappeaceae P.M. Kirk 2008[3].

Polskie nazwy na podstawie pracy Władysława Wojewody z 2003 r.